# Chorizanthe ventricosa
Chorizanthe ventricosa Goodman – gatunek rośliny z rodziny rdestowatych (Polygonaceae Juss.). Występuje endemicznie w południowo-zachodnich Stanach Zjednoczonych – w Kalifornii, w hrabstwach Fresno, Monterey, San Benito oraz San Luis Obispo. 

## Morfologia
PokrójRoślina jednoroczna dorastająca do 10–50 cm wysokości.
LiścieBlaszka liściowa liści odziomkowych ma odwrotnie lancetowaty kształt. Mierzy 10–30 mm długości oraz 4–10 mm szerokości. Ogonek liściowy jest owłosiony i osiąga 3–10 mm długości.
KwiatyZebrane w wierzchotki jednoramienne, rozwijają się na szczytach pędów. Okwiat ma obły kształt i barwę od białej do czerwonej, mierzy do 4–5 mm długości.
OwoceNiełupki o kulistym kształcie, osiągają 3–4 mm długości.

## Biologia i ekologia
Rośnie w lasach sosnowych, zaroślach oraz na terenach skalistych. Występuje na wysokości od 500 do 1000 m n.p.m. Kwitnie od maja do września.